# Johann von Prochaska
Johann svobodný pán von Prochaska (3. července 1760 Vídeň – 24. dubna 1823 Vídeň) byl rakouský vojevůdce a podmaršálek. Je jedním z rakouských generálů, kteří se své hodnosti dopracovali z nejnižších armádních postů.
Sloužit začal jako osmnáctiletý u artilerie. Od roku 1790 působil ve štábních funkcích, roku 1805 byl povýšen na generálmajora. Jako náčelník štábu působil pod podmaršálkem Latourem a hrabětem Bellegardem. V roce 1809 se stal náčelníkem štábu arcivévody Karla, v této funkci se mu ale nedařilo, a proto v ní ten samý rok skončil. V roce 1815 se stal náčelníkem generálního štábu rakouské armády.